# Patsy Kensit
Patricia Jude Frances Kensit (Hounslow, London, 4. ožujka 1968.), britanska filmska glumica i pjevačica.